# Li Ting (skoczkini do wody)
Li Ting (chiń. 李婷; pinyin Lǐ Tíng; ur. 1 kwietnia 1987 w Lingui, Guangxi) – chińska skoczkini do wody, mistrzyni olimpijska, dwukrotna mistrzyni świata.

## Życiorys
Pochodzi z grupy etnicznej Dong. Na igrzyskach olimpijskich w Atenach w 2004 roku zdobyła złoty medal w skokach synchronicznych z trampoliny 10-metrowej (z Lao Lishi). Jej dorobek medalowy uzupełniają dwa tytuły mistrzyni świata, w 2003 roku została złotą medalistką czempionatu w skoku z wieży 10 m (synchronicznie), dwa lata później zaś zdobyła złoto w skoku z trampoliny 3 m (także synchronicznie).